# V novi dobi
 V novi dobi  je neobjavljena drama Jožeta Vombergarja iz leta 1920.

## Osebe
- Matevž, učitelj v pokoju
- Metod, njegov sin, učitelj
- Micka, Matevževa hči
- Modest, kaplan
- Matatija, Jud, trgovec-gostilničar
- dr. Milič, advokat
- Melhior, potepuh
- Norec
- dacar, notar, kmetje, mladina, orli

## Vsebina
1. dejanje: Mladi izobraženci pod vodstvom Metoda in kaplana bi radi sledili »znamenjem časa«, tj. obudili ali ustanovili društveno in versko življenje. Njihovo geslo je delo z Bogom za narod! – izobraževanje ljudstva v različnih društvenih odsekih, od pevskega zbora in godbe prek dramatske skupine do telovadnega Orla. Razdelijo si zadolžitve in sklenejo, da se bodo dela lotili z vsemi silami. A ne gre gladko, starejši se upirajo »novotarijam«, še zlasti staroverski Matevž, ki povsod vidi greh in Antikrista. Okrog njega se zberejo starine, vsak od njih skriva svoje razloge: Matija hoče obdržati despotsko oblast v družini, Matatija se boji konkurence, Melhior ima tatinske načrte itn. vse to se prikriva pod geslom: prav in dobro je le tisto, kar so počeli očetje in dedje, vse drugo je norost in greh!
2. dejanje: Matatija iz sovraštva do »čukov« (Orlov) nagovori Melhiorja, naj zažge njihov društveni dom. Melhior, ki je za denar pripravljen storiti vse, si za pomočnika vzame Norca; izkoriščajoč njegovo vraževernost in nespamet ukrade Matevžu denar, misli pa ubožca uporabiti tudi za požigalca. – V nedeljo Orli pripravijo veselico, ljudje jih občudujejo in hvalijo, stari pa zmeraj huje godrnjajo; podpihuje jih dr. Milič, ta jezoper »farje«, ki vzpodbujajo prenovo. Matatija natvezi Matevžu, kakršne strahote da je na veselico govoril Metod zoper lastnega očeta, njegove besede potrdi notar in še sam marsikaj doda. Matevž jim slepo verjame, sina ozmerja z izdajalcem in ga požene od hiše. Vtem zagori društveni dom, nastane zmeda, vse hiti gasit. Matevž je prepričan, da je ogenj podtaknil njegov sin, in ko odkrije, da mu je zmanjkal denar, obdolži sina tudi tatvine.
3. dejanje: Po shodu Matatija, Milič, Melhior in Norec v zasedi čakajo Metoda, da bi ga z gorjačami izplačali pa »pohujšanje«. Nastane strašna nevihta, strela udari v Norca in ga ubije. Ostali dočakajo Metoda in udrihajo tako krepko, da ga pobijejo do smrti. Še preden se jim posreči truplo skriti, morajo bežati, ker prihajajo ljudje. Ti so pretreseni od ogorčenja in sočutja, nekateri se zapodijo na morilci, ki so jih opazili pri begu. Prihitita Micka in Matevž, ki kot brez uma toži nad sinovim truplom; ko pa privedejo ujete morilce in spozna, da je prav njih imel za najboljše prijatelje, se ruši pod težo krivde:sina in njegove tovariše je žalil, na kolenih jih prisi odpuščanja, da je oviral njihovo pošteno stranko! Hoče se vreči na Melhiorja, ta pa pove, da je kradel, požigal in ubijal iz sovraštva do Metoda, tega je hotel uničiti; uspel je, s tem pa prizadel Matevža, ki ga ljubi kot očeta; njega in sebe bo rešil trpljenja in žalosti! S temi besedami Melhior zgrabi Matevža in z njim skoči s skalnatega brega v vodo. Prepadeni ljudje nad trupli molijo očenaš.
alegorična slika: V okrašeni krsti med cvetjem in zelenjem leži Metod v orlovskem kroju, ob nje jokajoča sestra in četa Orlov z zastavo, ob strani uklenjena Matatija in Milič. Kaplan se poslovi od prijatelja: telo je podleglo satanski zaroti sovražnikov, duh pa se ni uklonil, boril se je za vzvišeno idejo in poslal celo njen mučenik. Sile teme ne bodo nikoli uničile te ideje, kajti z nami je vsemogočni Bog, Orli pa imajo peruti, da zmeraj lahko poletijo k božjemu soncu! Metodov duh bo živel vedno med nami, metod bo podpiral naše delo iz nebes!